# 캐나다 국립 사적지

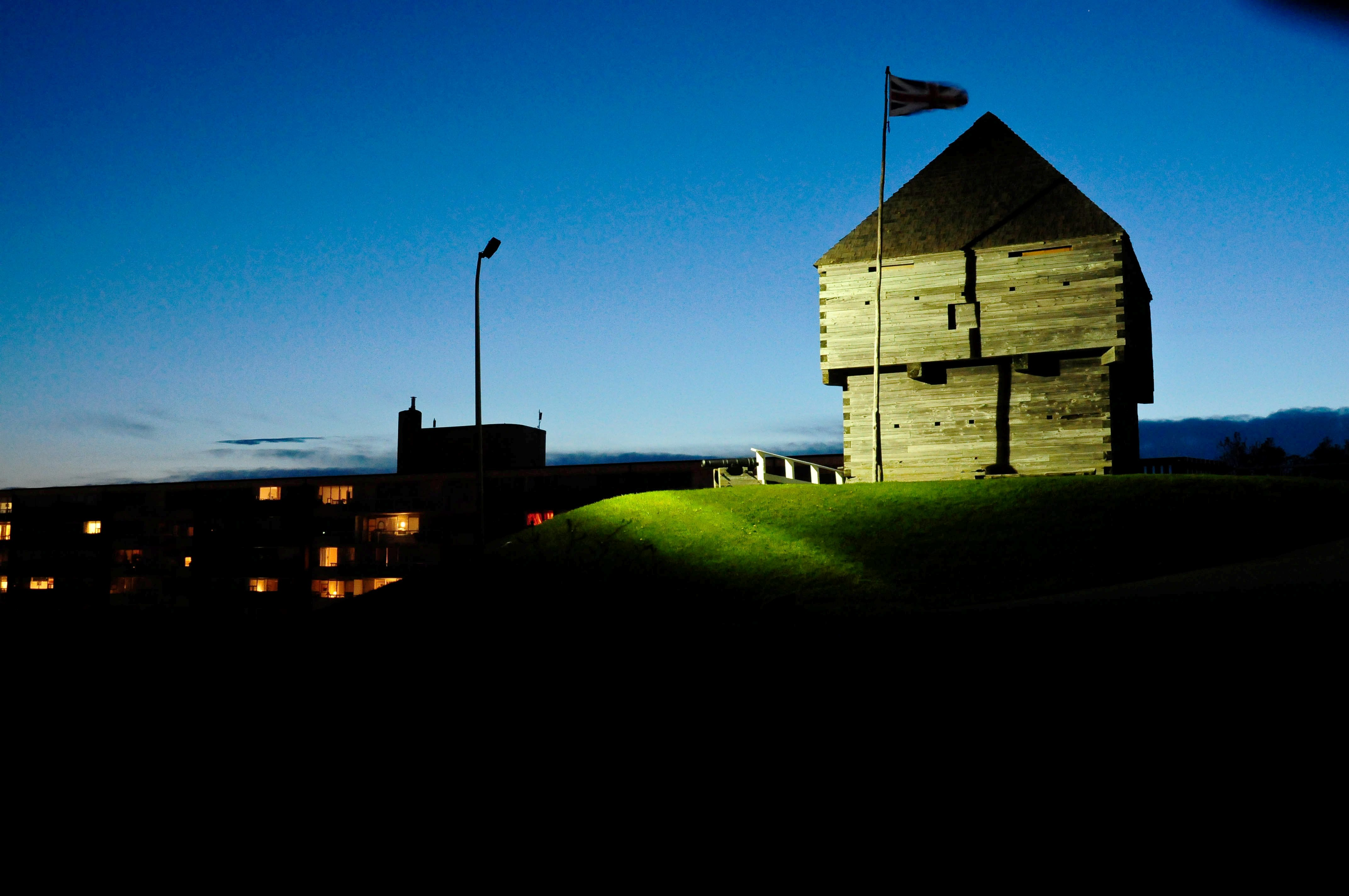
1914년 국가 기념물 제정된 뉴브런즈윅주 세인트존의 하우 요새

캐나다 국립 사적지(영어: National Historic Sites of Canada, 프랑스어: Lieux historiques nationaux du Canada)는 캐나다 환경부의 문화 유산 보호 제도 중 하나이다. 캐나다 사적 기념물위원회 (Historic Sites and Monuments Board of Canada, HSMBC/Commission des lieux et monuments historiques du Canada, CLMHC)의 권고에 따라 캐나다 환경부 장관이 제정한다. 파크스 캐나다(국립공원 관리국)가 국가 기념물 프로그램을 관할한다. 2010년 현재 956개소가 제정되어 있다. 국가 기념물은 모든 주 및 준주에 있으며, 또한 2곳은 프랑스에 있다.

## 선정 기준
국가 기념물은 아래와 같은  5개의 넓은 주제에 따라 구성되어 있다. 그들은 적어도 다음 중 하나의 조건을 충족해야 한다.
1. 인류의 거주
2. 캐나다 통치
3. 경제 개발
4. 사회생활 구축
5. 문명 문화 표현

- 개념 · 설계 · 기술 · 계획 등 뛰어난 창의력을 발휘하고 있는지, 캐나다의 역사 과정에서 뛰어난 시대를 표현하고 있음
- 전체 또는 부분에서 캐나다의 역사 과정에서 문화적 전통, 생활양식, 중요한 개념을 표현하거나 상징하는지
- 캐나다 역사상 뛰어난 역할을 했다고 보여지는 인물이 명확하게 또는 의미있게 관련되어 있는 것
- 캐나다 역사상 뛰어난 것으로 간주되는 사건에 명확하게 또는 의미있게 관련 있는 것

국가 기념물로 제정되더라도, 사적 자체에 법적인 보호 규정은 특별히 없다. 그러나 사적 인증은 국가, 지자체 차원에서도 중복 제정되기 때문에 다른 수준의 사적 인증으로 법적 보호를 받을 수 있다.
국가 기념물로 제정되면 국장이 사용된 연방 정부의  표지판이 세워진다. 초기에는 돌무지형이었지만, 최근에는 단순한 표지판이 세워진다. 이 표지는 붉은 보라색에 금색 글자로 최소 2개 이상의 언어로 표기된다.

## 주요 국가 기념물
- 온타리오주
  - 앨곤퀸 주립 공원
  - 토론토 시티 공항 터미널 빌딩
  - 메이플 리프 가든 ( 토론토 )
  - 유니온 역 ( 토론토 )
  - 킹스턴 시청
  - 프론낙 카운티 법원 ( 킹스턴 )
  - 포트 헨리 (킹스턴)
  - 리도 운하 ( 오타와 - 킹스턴)
  - 수 세인트 마리 운하
  - 세인트조지프 섬
  - 트렌트 세번 수로 ( 트렌톤 - 포트 세번 )
- 퀘벡주
  - 몬트리올 시청 (몬트리올)
  - 몬트리올 포럼
  - 세계의 여왕 마리아 성당 (몬트리올)
  - 안전 항해 노트르담 교회 (몬트리올)
  - 몬트리올 노트르담 성당 (몬트리올)
  - 생 조제프 성당 (몬트리올)
  - 퀘벡 시타델( 퀘벡 )
  - 샤토 프롱트낙 (퀘벡)
  - 전장 공원 (퀘벡)
  - 우르술라 수도원 (퀘벡)
  - 노트르담 성당 (퀘벡)
  - 퀘벡 신학교 (퀘벡)
  - 승리의 노트르담 교회 (퀘벡)
  - 퀘벡교
- 노바스코샤주
  - 그랑 프레
  - 루이스버그 요새
- 뉴브런즈윅주
  - 포트 하우 (세인트존)
- 브리티시컬럼비아주
  - 스탠리 파크
  - 라이온스 게이트 브리지
  - 조지아 만 통조림 공장 (스티브스톤)
- 서스캐처원주
  - 서스캐처원 주 의사당 (리자이나)
- 앨버타
  - 밴프 스프링스 호텔
  - 헤드-스매쉬드-인 버팔로 점프
- 뉴펀들랜드 래브라도주
  - 랑스 오 메도즈
  - 스피어 곶 등대

## 같이 보기
- 캐나다 세계 유산